# Balzarini (calciatore)
 Balzarini (fl. XX secolo) è stato un calciatore italiano, di ruolo centrocampista.

## Carriera
Con il Brescia disputa 6 gare con una rete; in particolare conta una presenza nel campionato di Prima Divisione 1921-1922 e 5 presenze nel campionato di Prima Divisione 1922-1923.
Gioca la sua prima partita nel Brescia il 23 aprile 1922 in Brescia-Savona (3-0). Mette a segno la sua unica rete nel Brescia il 1º aprile 1923 in Brescia-Novara (2-0).